# Portrait de Delacroix, peintre
Le Portrait de Delacroix, peintre est un tableau peint vers 1816 représentant Eugène Delacroix alors qu'il est âgé de 18 ans. L'auteur du portrait fait débat; longtemps attribué au peintre et ami de l'artiste Théodore Géricault, les dernières analyses tendent à le restituer à Delacroix comme un autoportrait de jeunesse. Cette attribution est renforcée par la comparaison avec un autre autoportrait en clair obscur daté de 1819, connu par une gravure à la manière noire de Frédéric Villot. Ce portrait se caractérise par l'effet dramatique provoqué par le clair obscur. Il est conservé au musée des Beaux-Arts de Rouen (inventaire 1893.3).

## Historique
Ancienne collection de Pierre Andrieu, vendu pour 1420 francs après décès le 7 mai 1892 au numéro 210 sous le titre Portrait d'Eugène Delacroix par Géricault à M. Marcel haut-fonctionnaire à Paris. Le musée des Beaux-Arts de Rouen en fait l'acquisition pour 1510 francs en 1893, qui marque son entrée dans les collections du musée.

## Description
Le tableau montre le visage jeune d'Eugène Delacroix de face, éclairé par une source située en haut à droite. La lumière directe accentue les ombres du visage qui émerge d'un fond sombre qui masque le contour de la tête et du haut du corps. L'expression est dure et le sujet regarde fixement le spectateur. En dehors du visage, on perçoit le col blanc de la chemise et le foulard rouge. Les cheveux et la veste sombre se confondent avec l'obscurité. Le tableau n'est pas signé, ni daté.

## Identité et attribution
L'identification du modèle du tableau fait très peu de doute et est acceptée de manière générale comme étant bien un portrait du jeune Eugène Delacroix, notamment par Georgel et Bortolatto (1973), Grunchec et Thuillier (1978) et Bazin (1992). Ce dernier appuie son examen sur la consultations de morphologistes et compare ce portrait avec celui du peintre par Charles de Steuben pour y observer plusieurs traits communs, dont le regard et l'implantation des cheveux. Les similitudes se constatent aussi avec l'autoportrait gravé par Frédéric Villot en 1819, lui aussi en clair-obscur.
L'expert Paul Detrimont attribue le tableau à Géricault lors de sa vente en 1892. Pour les défenseurs de cette hypothèse, ce portrait se situait dans la période où l'artiste portraiturait des modèles pour son tableau le Radeau de la Méduse et parmi eux le jeune Delacroix, ami du peintre, rencontré à l'atelier de Pierre-Narcisse Guérin qui posa pour la toile du Louvre. Cette attribution est mise en doute par Germain Bazin qui ne reconnait pas, dans la touche ronde et lisse du portrait, la main de Géricault. Il écarte de l'attribution Pierre Andrieu premier propriétaire du tableau et peintre lui-même, mais selon lui dans l'incapacité de réaliser un  portrait de cette qualité. Grunchec avance l'hypothèse d'une intervention d'un élève de Géricault.
Les derniers examens effectués par le centre de recherche et de restauration des musées de France (C2RMF) pour le musée de Rouen, ont permis de découvrir de nouveaux éléments tendant à confirmer l'origine autographe du portrait. La réflectographie infrarouge du tableau, a révélé dans les couches sous-jacentes de la toile, un premier état du portrait plus librement travaillé, notamment dans les cheveux et la cravate, et une lumière moins contrastée. De même la radiographie montre des repeints probables dans les reliefs du visages. Selon les commissaires de l'exposition «Sous la surface» organisée par le musée des Beaux-arts de Rouen en février 2020 où le résultat des recherches a été présenté, l’autoportrait fut commencé par Delacroix mais terminé par un second intervenant non identifié, qui lui aurait donné cet aspect caravagesque.

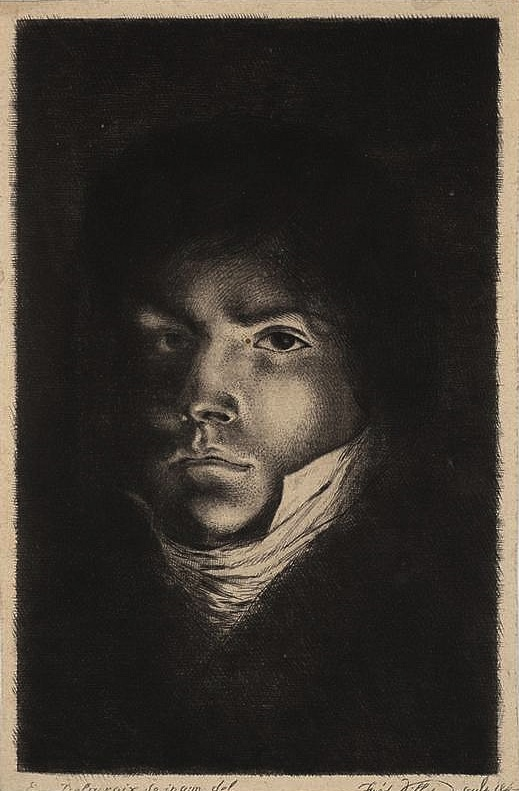
Autoportrait de Delacroix gravé par Frédéric Villot (1819).
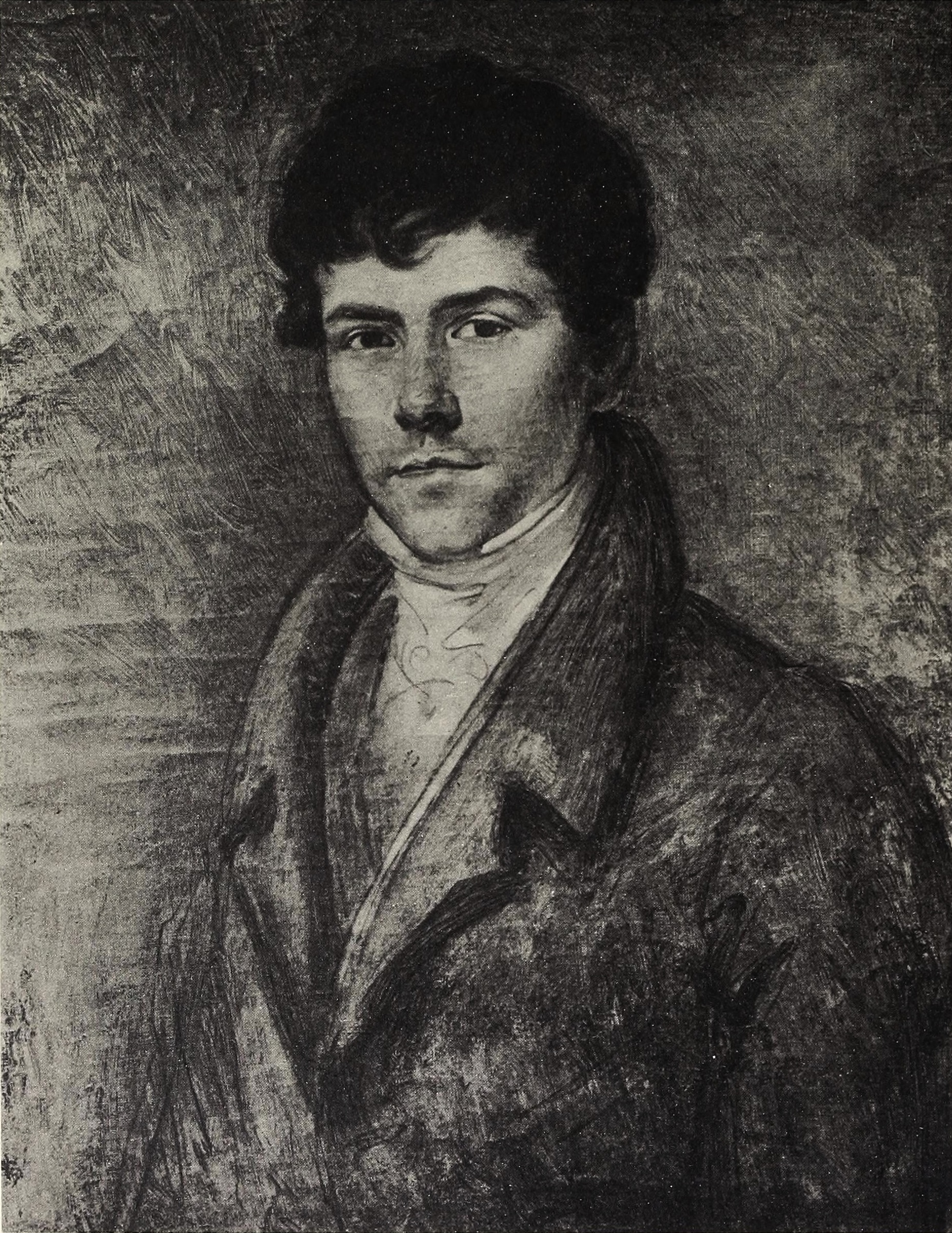
Charles de Steuben portrait de Delacroix (non daté).
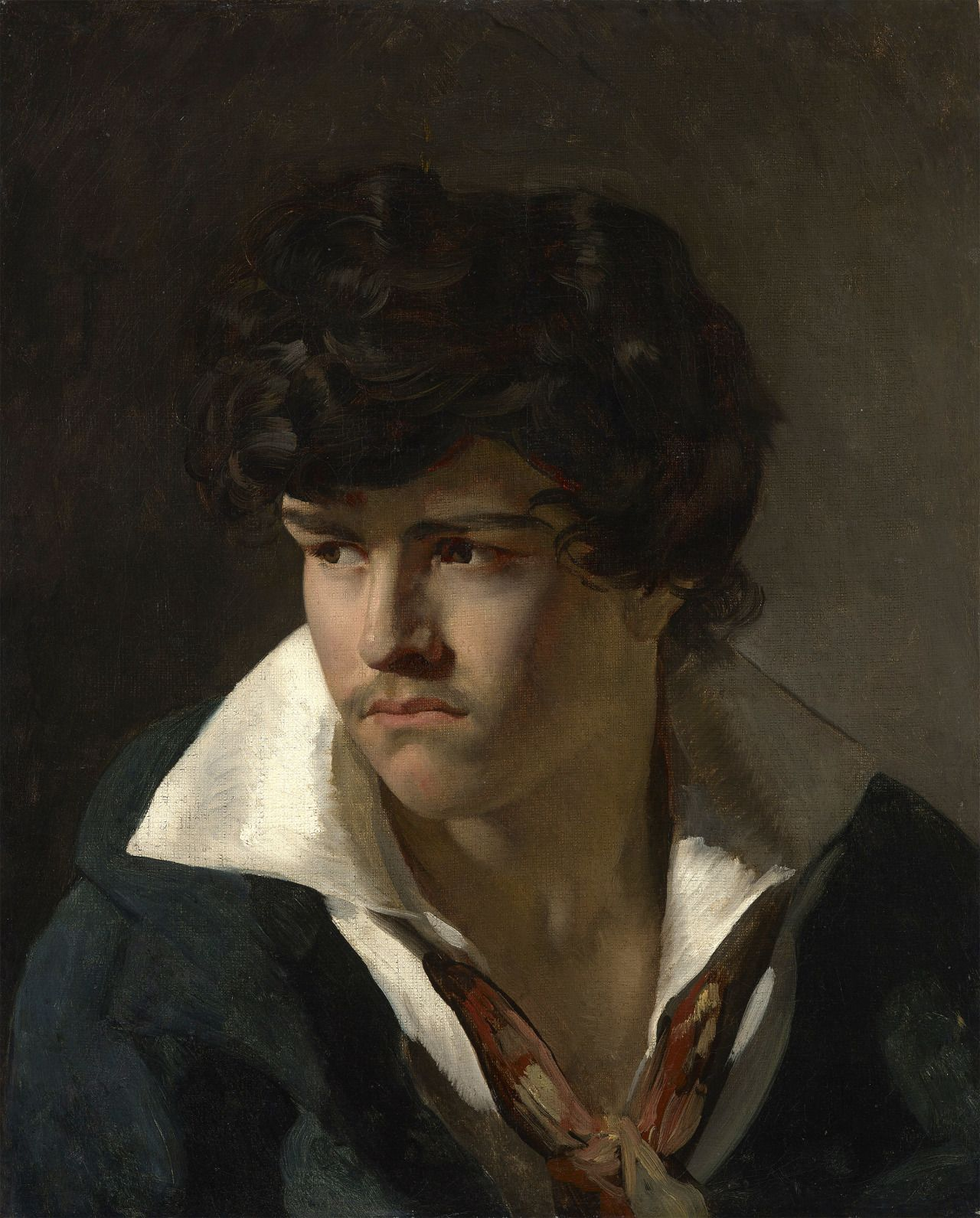
Théodore Géricault Portrait de Jeune Homme au col ouvert, présumé Delacroix (non daté).